# 血小板内皮细胞黏附分子
血小板内皮细胞黏附分子（缩写PECAM-1，也称为CD31，cluster of differentiation 31，分化簇31）是一种细胞表面蛋白质，由人类17号染色体上的基因 PECAM1 编码，是内皮细胞与CFU-GM细胞的主要标志物。